# Hrabstwo ceremonialne
Hrabstwo ceremonialne (ang. ceremonial county, zwane też hrabstwami geograficznymi) – jednostka podziału terytorialnego używana w Wielkiej Brytanii, niemająca jednakże realnego znaczenia administracyjnego.
Podstawą istnienia tego podziału jest Lieutenancies Act (dosł. ustawa o namiestnikostwach) z 1997 roku, regulująca zasady powoływania przez króla Wielkiej Brytanii jego osobistych przedstawicieli w poszczególnych częściach kraju, tytułowanych lordami namiestnikami (Lords-Lieutenants). W praktyce zadania lordów namiestników są wyłącznie ceremonialne (np. witanie członków rodziny królewskiej w czasie wizyt w poszczególnych regionach).
Zgodnie z art. 1 ust. 1 aktu król powołuje lorda namiestnika dla każdego hrabstwa Anglii, Walii i Szkocji, przy czym akt przyjmuje inną definicję hrabstwa niż obowiązująca na potrzeby administracyjne. W odniesieniu do Anglii ustawa zawiera specjalną tabelę, pozwalającą określić granice hrabstw ceremonialnych na podstawie granic administracyjnych. W przypadku Walii ustawa przewiduje stosowanie starego podziału, który stracił znaczenie administracyjne na mocy reformy z 1994 roku. Z kolei podział Szkocji na hrabstwa ceremonialne zostaje pozostawiony na zasadzie delegacji ustawowej do decyzji w drodze rozporządzenia, zastrzegając jedynie, iż cztery szkockie miasta (Aberdeen, Dundee, Edynburg i Glasgow) mają gwarantowany status odrębnych hrabstw ceremonialnych.
Spośród obowiązujących obecnie oficjalnych podziałów Anglii wg różnych przepisów i kryteriów, podział na hrabstwa ceremonialne jest stosunkowo najbliższy historycznemu podziałowi kraju, mającemu swoje odbicie także w kulturze popularnej i języku potocznym.

## Hrabstwa ceremonialne Anglii
1. Northumberland
2. Tyne and Wear
3. Durham
4. Kumbria (Cumbria)
5. Lancashire
6. North Yorkshire
7. East Riding of Yorkshire
8. South Yorkshire
9. West Yorkshire
10. Wielki Manchester
11. Merseyside
12. Cheshire
13. Derbyshire
14. Nottinghamshire
15. Lincolnshire
16. Rutland
17. Leicestershire
18. Staffordshire
19. Shropshire
20. Herefordshire
21. Worcestershire
22. West Midlands
23. Warwickshire
24. Northamptonshire
25. Cambridgeshire
26. Norfolk
27. Suffolk
28. Essex
29. Hertfordshire
30. Bedfordshire
31. Buckinghamshire
32. Oxfordshire
33. Gloucestershire
34. Bristol
35. Somerset
36. Wiltshire
37. Berkshire
38. Wielki Londyn (Greater London)
39. Kent
40. East Sussex
41. West Sussex
42. Surrey
43. Hampshire
44. Isle of Wight
45. Dorset
46. Devon
47. Kornwalia (Cornwall)
48. City of London (niezaznaczone na mapie)